# XPC (基因)
互补组 C 型色素性皮肤病又称 XPC，是一种人体中由XPC基因编码的蛋白质。 XPC 参与核苷酸切除修复过程中对大块 DNA 加合物的识别。 它位于3号染色体上。

## 功能
该基因编码核苷酸切除修复（NER）途径的一个组成部分。 NER通路涉及多种成分，包括着色性干皮病（XP）AG和V、科凯恩综合征（CS）A和B、毛发硫营养不良（TTD）A组等。该成分XPC在全球基因组 NER 的早期步骤，特别是损伤识别、开放复合物形成和修复蛋白复合物形成。 
XPC-RAD23B 复合物是全局基因组核苷酸切除修复(GG-NER) 中的初始损伤识别因子。  XPC-RAD23B 可识别多种热力学破坏 DNA 双链体稳定性的损伤，包括 UV 诱导的光产物（环嘧啶二聚体和 6-4 光产物）、环境诱变剂（如苯并[a]芘或各种芳香胺）形成的加合物、某些氧化内源性病变，例如环嘌呤和癌症化疗药物（例如顺铂）形成的加合物。 XPC-RAD23B 的存在是其他核心NER因子的组装以及体外和体内 NER 途径进展所必需的。 尽管大多数研究都是使用 XPC-RAD23B 进行的，但它是与 centrin-2（钙调蛋白家族的钙结合蛋白）三聚体复合物的一部分。 

## 临床意义
该基因或其他一些 NER 成分的突变会导致色素性干皮病，这是一种罕见的常染色体隐性遗传疾病，其特征是对阳光的敏感性增加，并在早期发展为癌症。 

### 癌症
DNA 损伤似乎是癌症的主要原因 ，而 DNA 修复基因的缺陷可能是多种癌症的根源。  如果DNA修复有缺陷，DNA损伤就会累积。这种过度的 DNA 损伤可能会由于易出错的跨损伤合成而增加突变。过度的 DNA 损伤还可能增加由于 DNA 修复过程中的错误而导致的表观遗传改变。  这种突变和表观遗传改变可能会导致癌症。
DNA 修复基因表达的减少（通常由启动子高甲基化等表观遗传改变引起）在癌症中非常常见，并且通常比癌症中 DNA 修复基因的突变缺陷更常见。</link>下表显示 XPC 表达在膀胱癌和非小细胞肺癌中经常发生表观遗传性降低，并且还显示 XPC 在这些癌症的晚期阶段更频繁地降低。
| 癌症                           | 频率 | 参考号 |
| 膀胱癌                         | 50%  | [ 14 ] |
| ------------------------------ | ---- | ------ |
| 低度恶性潜能乳头状尿路上皮肿瘤 | 35%  | [ 14 ] |
| 低度恶性乳头状膀胱癌           | 42%  | [ 14 ] |
| 高级别乳头状膀胱癌             | 65%  | [ 14 ] |
| 非小细胞肺癌（NSCLC）          | 70%  | [ 15 ] |
| 非小细胞肺癌 I 期              | 62%  | [ 15 ] |
| 非小细胞肺癌 II-III 期         | 77%  | [ 15 ] |

虽然XPC基因启动子区域的表观遗传高甲基化与 XPC 的低表达相关，  XPC的另一种表观遗传抑制模式也可能通过microRNA miR-890 的过度表达而发生。 

## 互动
XPC（基因）已被证明与ABCA1 、  CETN2 和XPB相互作用。 